# أيلود شكيل
أيلود شكيل (الاسم العلمي:Elodea formosa) هو نوع غير مؤكد من النباتات يتبع جنس الأيلود من الفصيلة الحب المائية.